# Weitzer, Arad
Hlavní výrobní náplní firmy János Weitzer v Aradu byla kolejová vozidla, byla předchůdkyní významné rumunské vagónky ASTRA. Mezi lety 1896 a 1904 vyráběla také parní lokomotivy, od roku 1903 i motorové vozy.
Jednou z oblastí, na které mířil zákon uherského parlamentu o státní podpoře domácího průmyslu z roku 1890, byla výroba strojů, vozidel a zařízení pro železnice. Subvence a daňové úlevy tak přesvědčily renomovanou firmu Grazer Waggon-, Maschinenbau- und Stahlwerksgesellschaft Johanna Weitzera ze Štýrského Hradce, aby dále rozšířila své aktivity v Zalitavsku. Ke stávající pobočce v Šoproni tak roku 1891 přibyla i továrna v sedmihradském Aradu. Pod pomaďarštěnou firmou Weitzer János Gép,- Waggongyár és Vasöntöde Részvénytársaság (Jan Weitzer, strojírna, vagónka a slévárna železa a.s.) započala v roce 1896 i s výrobou parních lokomotiv. Lokomotivní éra tu neměla dlouhého trvání, výroba byla utlumena a posléze i zastavena po devastujícím požáru kovárny roku 1904. Nedokončené zakázky převzala lokomotivka MÁV v Budapešti. Lokomotivy vyrobené na sklad byly doprodávány ještě roku 1906.
Podnik v Aradu poměrně brzo začal provádět vlastní obchodní politiku, kolem roku 1905 již zřejmě byl na mateřské štýrské firmě prakticky nezávislý.
Továrna v Aradu vyráběla i tramvajové vozy (od roku 1904), a především vagóny. První osobní vůz tu byl vyroben roku 1892, nákladní byly dodávány od roku následujícího. Sortiment postupně obsáhl 26 typů osobních a 60 typů nákladních vozů převážně vlastní konstrukce. Vyráběny byly i vozy speciální, jako salónní a jídelní, poštovní a zavazadlové, chladicí, nádržkové, samovýklopné, vozy pro těžkou přepravu hutních produktů, sněhové pluhy, atd. Dodávky směřovaly jak na domácí uherský trh, tak i do Rakouska, Srbska, Bulharska či Ruska.
Firma se podle smlouvy z roku 1906 podílela na kartelové dohodě, podle níž si pět hlavních výrobců vagonů: Ganz, Danubius, a Schlick v Budapešti, Hungarian Wagon and Machine Factory Co. (RÁBA) v Győru a právě Weitzer rozdělilo uherský trh se železničními vozy. Podle dohody měl Arad získat podíl 22 procent.

## Nástupnické firmy po roce 1921

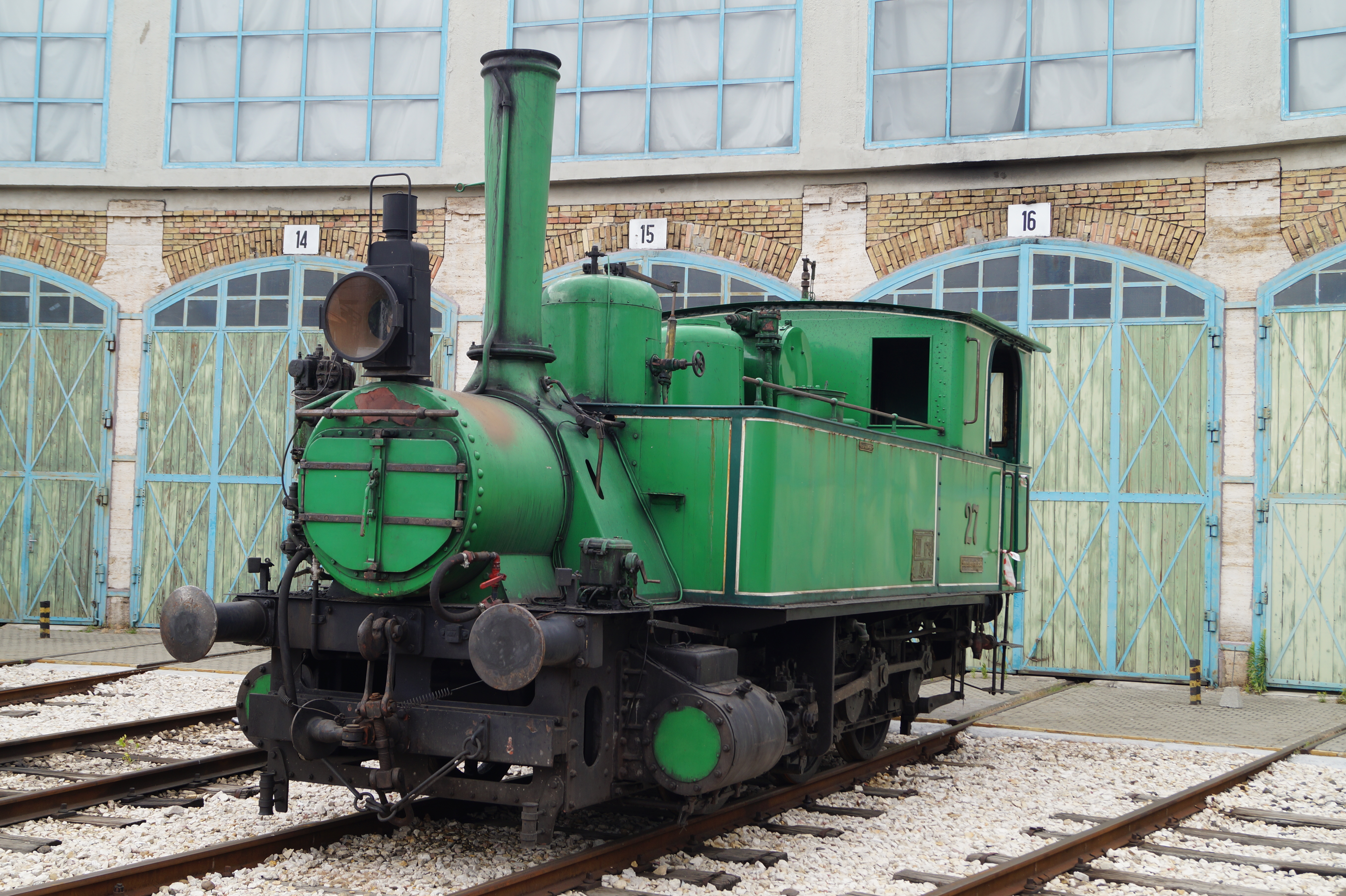
Z unifikované několikasetkusové uherské řady XII (po roce 1911 řada 377 MÁV) pro vedlejší tratě bylo u Weitzera vyrobeno 33 lokomotiv. Svůj provozní konec z nich přežily dvě – v. č. 30/1998 jako 410.443 ČSD na pomníčku v Čierné nad Tisou, a v. č. 17/1998 jako stroj č. 27 železáren v Ózdu, exponát Magyar Vasúttörténeti Park (na obr.)

Po vzniku samostatného Rumunska se v roce 1921 Weitzer spojil s Magyar Automobil Részvény Társaság Arad – MARTA. Společnost pod novým názvem Fabrica de automobile și vagoane Astra (Automobilka a vagónka ASTRA) si až do roku 1926 podržela i výrobu automobilů, hlavní náplní ale zůstala kolejová vozidla.

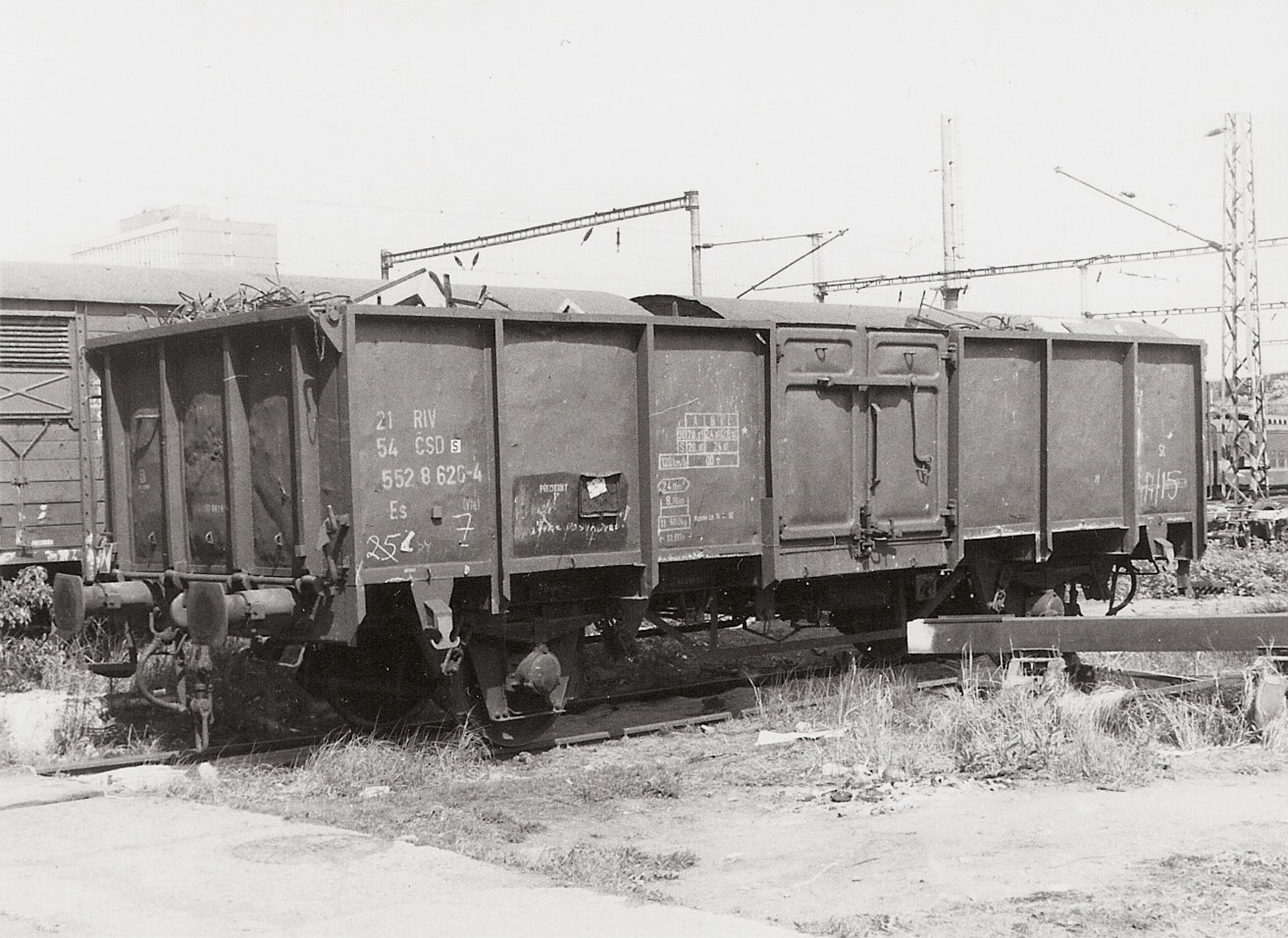
Dominantní disciplínou továrny byla po roce 1914 výroba nákladních vagónů. Vysokostěnné vozy řady Vte (Es) vozové skupiny [27] byly v první polovině 70. let z Aradu dodávány v několikasetkusových sériích i pro ČSD. Vyřazeny byly z běžného provozu do počátku 90. let

Po 2. světové válce byl podnik znárodněn a přejmenován na Uzinele Gheorghi Dimitrov (Závody Jiřího Dimitrova). Mezi lety 1945–1955 bylo v Aradu vyrobeno 217 os.vozů, 6581 nákladních a 436 speciálních pro průmyslové přepravy. Z toho 2297 nákladních bylo dodáno do SSSR a 26 do Bulharska. Pro poválečnou obnovu provozu městské dopravy v Aradu byly v roce 1946 dodány i 2 tramvajové vozy na metrový rozchod.
Od 60. let se pod věcnými, občas se měnícími názvy jako Uzina de Vagoane Arad (UVA), nebo Întreprinderea de Vagoane Arad (IVA) se stal největším evropským výrobcem nákladních vagónů, exportujícím do celého světa (pro ČSD byly mj. dodávány v letech 1959–1983 vozy řad Vssa, Vte/Es nebo Na/Res). Vyráběl i osobní vagóny a vozy pro bukurešťské metro. 

Po roce 1990 byla vagónka rozdělena a přejmenována a v letech 1998–2000 po specializovaných částech zprivatizována. Výroba nákladních vagónů ASTRA Vagoane Arad tu byla po několika změnách majitele jako součást koncernu International Railway Systems (IRS) v listopadu 2010 dovedena až k bankrotu. Po restrukturalizaci byla jeho nástupcem nadnárodní společnost Astra Rail Industries. K roku 2024 působí aradská vagónka jako součást koncernu Greenbrier. Osobní vozy a tramvaje pak vyrábí společnost Astra Vagoane Călători SA, trolejbusy dodává Astra Bus.

## Výroba parních lokomotiv
Lokomotivy se v Aradu vyráběly pouhých devět let. Za tu dobu jich vzniklo 132, z toho 65 na úzký rozchod. I tak se továrna – po budapešťské lokomotivce – stala druhým největším výrobcem parních lokomotiv v uherské části monarchie. Mimo jiné to byly dodávky:
- malé tendrovky pro normálněrozchodné místní dráhy v Uhersku uspořádání C m2t řady XII MÁV, 33 strojů bylo postaveno v letech 1896–1899 a 1901. Odpovídaly továrnímu typu 29 lokomotivky MÁV, později řada 377 MÁV.[16] Z nich celkem 7 se dostalo k ČSD (jako řada 310.4 čísel 21, 22, 43, 44, 47, 52, po roce 1918, a část se jich v roce 1939 k MÁV opět vrátila. Sedmá, výr. č. 78/1899 byla z Maďarska zavlečena za 2.svět.války a pravděpodobně už nebyla přečíslována). U ČSD zůstaly přiděleny na Slovensku, zpravidla už na pomocných výkonech. Vyřazeny byly do roku 1951–1952. U MÁV byly poslední z nich v provozu ještě v 60. letech.[15]
- 6 lokomotiv v roce 1898 uspořádání B m2 na rozchod 760 mm pro Torontáli HÉV Rt. (THÉV),[pozn. 4] u MÁV řada XXIb, resp. 287.001-006, posléze dojezdily u Jugoslávských železnic jako řada 174 JDŽ v roce 1935.

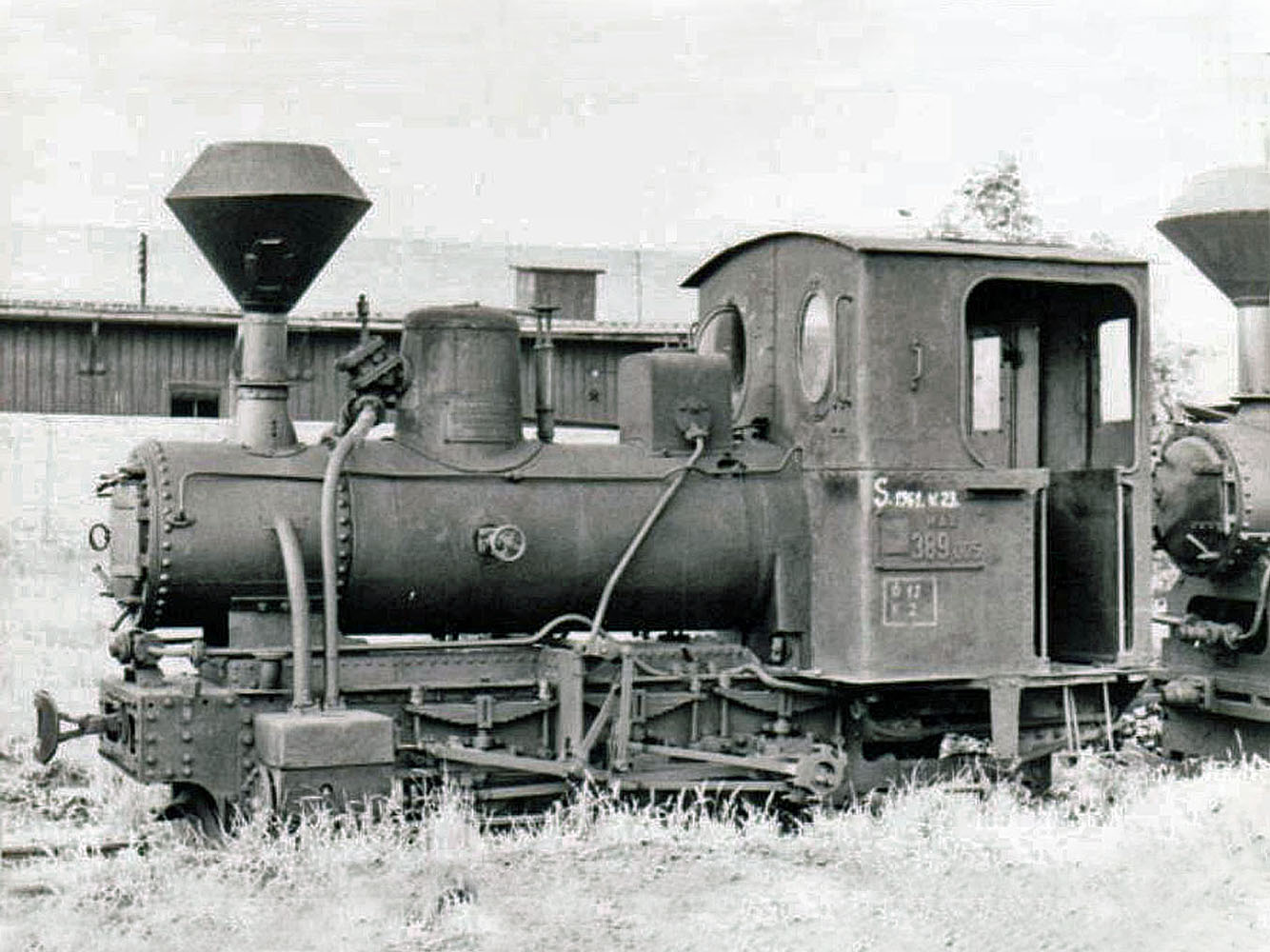
Již odstavená lokomotiva 389.005 MÁV, jedna ze dvou v Aradu vyrobených pro 760milimetrové dráhy AEGV v okolí Békéscsaby, kde dostaly čísla 5 a 6. Po roce 1948 připadly MÁV, okolo roku 1958 dosloužily na dráze Cegléd-Tiszajenö

- Pro státní dráhy Srbska (CES)[pozn. 5] 11 normálněrozchodných trojspřežek C m2t pod továrními čísly 53 až 63 v letech 1899/1900, zákazník je zařadil do provozu jen s čísly 57–67. Po bulharském vpádu roku 1916 je získaly BDŽ. Po skončení 1. světové války přešly k SHS už jen dvě, poslední z nich byla provozována v Chorvatsku ještě ve 40. letech.

- Taktéž pro srbské dráhy byly dodány 4 normálněrozchodné rychlíkové lokomotivy 2’B m2, vyrobené roku 1900, v. č. 67–70. U CES provozovány s čísly 111–114. Po bulharské epizodě v letech 1916–1918 se vrátily k SHS a poté k JŽD jako řada 101, na srbských kolejích dojezdily před rokem 1945.

- 2 ks lokomotiv C m2t na rozchod 760 mm pro Alföldi Elsö Gazdasági Vasút (AEGV).[pozn. 6] Po roce 1948 dostaly u MÁV čísla 389.005-006, vyřazeny byly do roku 1963.

- 12 lokomotiv C m2 v na normální rozchod letech 1897–1898 pro ACsEV.[pozn. 7] Po rozpadu monarchie zůstaly v Rumunsku jako čísla 27–38 CFR.
- v roce 1899 tři lokomotivy C1‘-m2pt systému Klose[17] rakouské konstrukční řady IIIa4 s rozchodem 750 mm pro společnost Kaláni Bánya- és Kohóművek (na průmyslovou dráhu Kalán-Telki v transylvánském Pusztakalánu, kde obdržely čísla 3 až 5). Poslední z nich dojezdila v elektrárně Foča 1958.

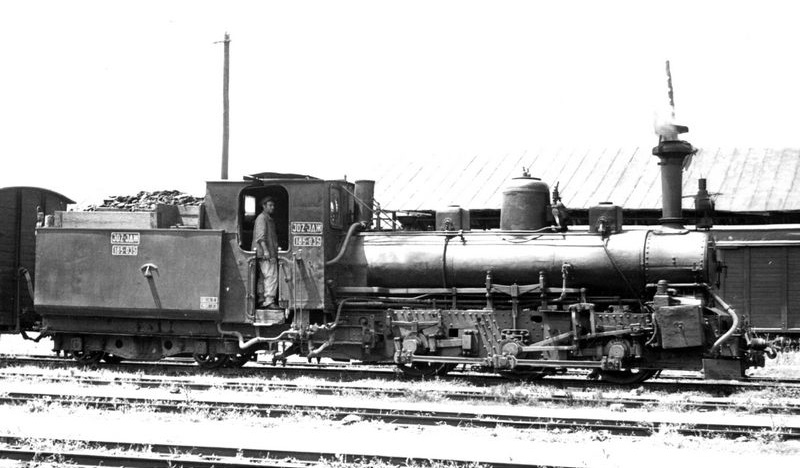
Lokomotiva s podpůrným tendrem 185-019 JŽ v roce 1958, již s demontovanou mechanikou řídícího zařízení pro zlepšený průjezd obloukem Kloseho konstrukce. Původně byla dodána na strategickou Dalmátskou dráhu z Čapljiny do Zeleniky jako řada IIIa5 BHStB, pod výr. č. Weitzer 96/1900

- Lokomotiva s podpůrným tendrem 185-019 JŽ v roce 1958, již s demontovanou mechanikou řídícího zařízení pro zlepšený průjezd obloukem Kloseho konstrukce. Původně byla dodána na strategickou Dalmátskou dráhu z Čapljiny do Zeleniky jako řada IIIa5 BHStB, pod výr. č. Weitzer 96/190027 lokomotiv s podpůrným tendrem C2‘-m2spt s rozchodem 760 mm v letech 1900–1901 pro Bosensko-hercegovinské dráhy[pozn. 8] řady IIIa5 BHStB, č. 306–308 a 312–345, později řada 185 JDŽ. Sdružené lokomotivy řady IIIa5 konstrukce rakouské lokomotivky Krauss z Lince s výkonem asi 280 koní a hmotností 35 tun byly díky konstrukci pojezdu systému Klose asi nejsložitějšími stroji v Aradu vyrobenými. Po roce 1904 nerealizované dodávky převzala lokomotivka MÁV pod továrním typem 63.
- jedna lokomotiva pro městskou dráhu Szatmár – Erdődi,[pozn. 9] rozchod 760 mm, C1’ m2t, odpovídala typu 48 lokomotivky MÁV.[6][5]
- tři malé trojspřežní tendrovky C m2t na rozchod 760 mm z let 1901 a 1903 dodané do Bantlinovy továrny na výrobu aktivního uhlí v Perečíně (původně jméno 'BANTLIN'), firmě Guttmann Izidor, továrna na nábytek v Užhorodě (jméno 'UNG') a Maďarskému královskému lesnímu úřadu v Kamenici nad Uhom ('UJ-KAMENCZE') připadly v letech 1920–1939 Ředitelství čs. státních lesů a majetků v Užhorodě. Ten je přidělil na lesní dráhy (LD) Žornava (s číslem 10),  LD Černoholová u Velké Berezné (č. 4) a LD Kamenica (č. 6) na Podkarpatské Rusi. V roce 1939 je převzala maďarská lesní správa, po roce 1945 zůstaly na sovětské Ukrajině.[6][15]

V letech 1907–1909 firma ještě dodala 2nápravové tendry řady 10 pro lokomotivy řad 3 a 4 C.k. vojenských polních drah na rozchod 700 mm.

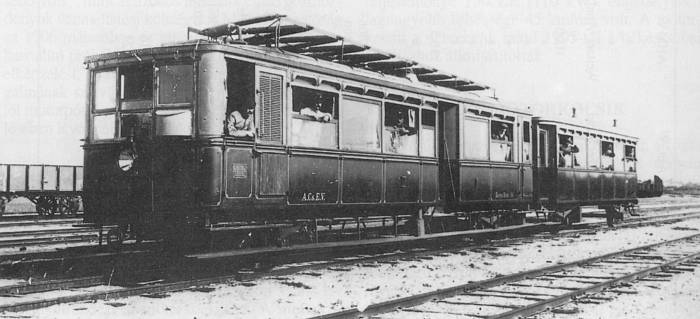
Benzinoelektrické motorové vozy Weitzer byly prvními sériovými kolejovými vozidly se spalovacím motorem vůbec. Byly schopné omezeného pojíždění i na baterii, šlo tak vlastně i o první hybridní vozidla. V letech 1903–1914 bylo místním uherským drahám dodáno nejméně 65 těchto „kolejových autobusů“, z toho 22 na úzký rozchod, a k nim 40 přívěsných vozů. Vyřazeny byly do roku 1960.

## Přínos motorizaci
Roku 1903 se společnost v Aradu zapsala do historie železnice motorovým vozem Weitzer-De Dion-Bouton pro Aradi és Csanádi Egyesült Vasutak (ACsEV, Spojené aradské a čanádské dráhy). Toto benzino-elektrické vozidlo bylo prvním sériově vyráběným kolejovým vozem se spalovacím motorem v Evropě. S několika desítkami následně dodaných a již před 1. světovou válkou provozovaných vozů tak uherské dráhy v motorizaci vedlejších tratí výrazně předběhly okolní země.